# مرض منقول بالهواء
المرض المنقول بالهواء، هو أي مرض تُسببه العوامل الممرضة التي يمكن أن تنتقل عبر الهواء. تأخذ هذه الأمراض الكثير من الأهمية في كل من الطب البشري والطب البيطري. قد تكون العوامل الممرضة المُسبِّبة هي الفيروسات أو الجراثيم أو الفطريات، والتي يمكنها أن تنتشر من خلال التنفس أو التحدّث أو السعال أو العطاس أو نفض الغبار أو رشق السوائل أو غسل المراحيض أو أي أنشطة أُخرى تُنتِج جزيئات أو قطيرات من الهباء الجوي. لا تشمل الأمراض المنقولة بالهواء البشري الأمراض التي يُسبّبها تلوث الهواء، مثل المركبات العضوية الطيّارة (رمزها في أو سي) والغازات وأي جزيئات محمولة جوًا.

## نظرة عامة
تشمل الأمراض المنقولة بالهواء الأمراض الناجمة عن انتقال العدوى عبر الهواء. العديد من الأمراض المحمولة بالهواء ذات أهمية طبية كبيرة. قد يحدث ذلك عن طريق أي نوع من الميكروبات، والتي يمكنها أن تنتشر في الهباء الجوي أو الغبار أو السوائل. يمكن توليد الهباء الجوي من مصادر العدوى مثل الإفرازات الجسدية لحيوان أو شخص مصاب، أو الفضلات البيولوجية مثل التراكم في المخازن والكهوف والنفايات وما شابه. قد يبقى هذا الهباء الجوي المسبب للعدوى معلقًا في التيارات الهوائية لفترة تكفي للسفر لمسافات طويلة، وعلى سبيل المثال، يمكن للعطاس أن يقذف قطيرات ملوثة ومُعدِية على امتداد الحافلة.
تُسبب غالبًا العوامل الممرضة المنقولة بالهواء أو مسببات الحساسية (المستأرجات) التهابًا في الأنف والحنجرة والجيوب الأنفية والرئتين. يحدث هذا بسبب استنشاق هذه العوامل الممرضة والتي تؤثر بدورها على الجهاز التنفسي للشخص أو حتى بقية الجسم. احتقان الجيوب الأنفية والسعال والتهاب الحلق هي أمثلة على حدوث الالتهاب في الجهاز التنفسي العلوي بسبب هذه العوامل. يلعب تلوث الهواء دورًا مهمًا في الأمراض المنقولة بالهواء والتي لها علاقة بحدوث الربو. يُقال أن الملوِّثات تؤثر على وظيفة الرئة عن طريق زيادة التهاب الطرق الهوائية.
يمكن أن تنتشر العديد من الأمراض الشائعة عن طريق الانتقال الجوي على الأقل في بعض الحالات، مثل: الجمرة الخبيثة (الاستنشاقية) والحماق أو كما يُسمى بجدري الماء والإنفلونزا والحصبة والجدري وداء المستخفيات والسل.
يمكن أيضًا للأمراض المنقولة بالهواء أن تُصيب الكائنات الأخرى. على سبيل المثال، داء نيوكاسل هو مرض خاص بالطيور، يصيب العديد من أنواع الدواجن المنزلية في جميع أنحاء العالم وينتقل عن طريق التلوث المنقول بالهواء.

## الأسباب
يمكن أن ينجم المرض المحمول جوًا عن التعرض لمصدر: مريض مصاب أو حيوان، عن طريق نقله من الشخص المصاب أو ثقب الفم أو الأنف أو القطع أو الإبرة في الحيوان. يتلقى الناس المرض من خلال بوابة الدخول: الفم، الأنف، القص، أو بزل الإبرة.

## طرق الانتقال أو السراية
يعتمد انتقال المرض المنقول بالهواء على عدة متغيرات فيزيائية متوطّنة في الجسيمات المُعدِية. وتؤثر العوامل البيئية على فعالية انتقال الأمراض المنقولة بالهواء. وأكثر الظروف البيئية وضوحًا هي درجة الحرارة والرطوبة النسبية. مجموع جميع العوامل التي تؤثر على درجة الحرارة والرطوبة -إما الجوية منها (عوامل خارجية) أو البشرية (عوامل داخلية)- بالإضافة إلى الظروف التي تؤثر على انتشار القطيرات التي تحتوي على الجسيمات المُعدِية مثل الرياح أو السلوك البشري، هي أمثلة عن العوامل المؤثرة في انتقال الأمراض المنقولة بالهواء.
- المناخ ومناطق العيش: يُعد كل من هطول المطر (ويهمنا أكثر عدد الأيام الممطرة[4] وليس إجمالي هطول الأمطار[5][6]) وساعات الشمس المشرقة[7] وخط العرض والارتفاع[5] عوامل مميزة يجب أخذها بعين الاعتبار عند تقييم إمكانية انتشار أي عدوى بالهواء. علاوةً على ذلك، تؤثر أيضًا بعض الأحداث الشديدة النادرة أو الاستثنائية على انتشار الأمراض المنقولة بالهواء، مثل العواصف المدارية أو الأعاصير أو إعصار التيفون أو الرياح الموسمية.[8] تحدد الظروف المناخية درجة الحرارة والرياح والرطوبة النسبية في أي إقليم، سواء طوال السنة أو في أوقات معزولة (أيام أو أسابيع). تلك هي العوامل الرئيسة التي تُؤثر على انتشار القطيرات -الحاوية على الجزئيات المُعدِية- ومدة بقائها وقدرتها على نقل العدوى. على سبيل المثال، ينتشر فيروس الإنفلونزا بسهولة في البلاد الشمالية (نصف الكرة الشمالي) بسبب وجود الظروف المناخية التي تُسهّل الإصابة بالفيروس، ولكن من ناحية أخرى لا يمكن للعديد من الأخماج الجرثومية في تلك البلاد أن تنتشر في الهواء الجوي معظم السنة، إذ تُبقي نفسها في مرحلة خفاء (الطور الكامن). الأشعة فوق البنفسجية مضرة لكل من الفيروسات والجراثيم، إذ يمكن للتعرّض لهذه الأشعة أن يحدد من بقيا الجسيمات المُعدِية، بحيث يَفقد بعضها في الأقاليم ذات المعدل المرتفع من ساعات الشمس المشرقة والقريبة من خط الاستواء القدرة على التسبّب بالعدوى. تُظهر الجسيمات المُعدِية زيادة في معدل البقيا في حال وجود أشعة فوق بنفسجية عند مستويات رطوبة نسبية عالية. ويُعتقد أن ذلك يرجع إلى التأثير الوقائي لحجم الجسيمات الأكبر، إذ إن التبخر عندها سيكون أقل في وجود مستويات الرطوبة النسبية العالية هذه، الأمر الذي يُظهر التأثير الوقائي للطبقة المائية الخارجية عند هذه الجسيمات.[9]
- بعد الأحداث المعزولة مثل العواصف المدارية، حُدد أن كمية الأبواغ الفطرية انخفضت أولًا، ولكن بعد بضعة أيام عُثر على عدد متزايد بشكل كبير من هذه الأبواغ مقارنةً مع الظروف الطبيعية.[10]
- الاقتصاد الاجتماعي والظروف المعيشية: لهما دور ثانوي في انتقال الأمراض المنقولة بالهواء، ولكن يجب أخذهما أيضًا بعين الاعتبار. مكان السكن هو أيضًا أمر مهم. إذ إن المدن يكون فيها انتشار الأمراض أسرع من انتشارها في المناطق الريفية والضواحي. ومع ذلك، تكون مناطق الضواحي بشكل عام مفضلة أكثر للأبواغ الفطرية العليا المنقولة بالهواء. قد يكون القرب من مصادر المياه الكبيرة مثل الأنهار والبحيرات سببًا في تفشي بعض الأمراض المنقولة بالهواء بعد حدوث التغيرات في مجمعات المياه المحلية. توجد عادةً أنظمة مياه المجاري السيئة في البلدان الفقيرة وخاصةً في المناطق الريفية، ويمكنها أن تحدد تكاثر الجراثيم المُعدِية التي يمكن أن تنتقل عبر الهواء بمجرد إصابة الحيوانات أو البشر. يمكن لظروف العمل أن تكون مناسبة لوجود الأمراض المُعدِية المنقولة بالهواء. في البيئات الداخلية، تتأثر درجة الحرارة والرطوبة النسبية بشكل أساسي بأنظمة التدفئة والتهوية وتكييف الهواء (رمزها إتش في إيه سي). تتسبب التهوية غير الكافية في انتقال فيروسات الجهاز التنفسي عبر الهواء. يمكن أن تؤدي الصيانة السيئة لأنظمة إتش في إيه إس أو وجود العيوب فيها إلى تعزيز الظروف الملائمة لانتقال العدوى عبر الهواء. على سبيل المثال، يمكن أن تؤدي الصيانة الضعيفة لأنظمة تكييف الهواء إلى تفشي الفيلقية Legionella وانتشارها وخاصة الفيلقية المستورحة Legionella pneumophila (الفيلقية هي جنس من الجراثيم من فصيلة الفيلقيات) التي ستنتشر بين سكان المباني (العمال) قبل العثور على النقطة البؤرية لها. في المشافي، يجب إضافة عزل المرضى المصابين بالأمراض المُعدِية كعامل إضافي، وهو أمر ملحوظ في المناطق الفقيرة؛ إذ يُسهّل نقص الموارد من انتشار هذه الأمراض.[11][12][13]

## الوقاية
تشمل بعض الطرق للوقاية من الأمراض المنقولة بالهواء ما يلي: غسل الأيدي واستخدام مطهّر مناسب لليد والتلقيح المنتظم ضد الأمراض التي يُعتقد بوجودها محليًا وارتداء الكمامة والتقليل من فترات الاختلاط مع المرضى الذين يُحتمل أن يكونوا مصدرًا للعدوى. ليس من الضروري أن يؤدي التعرض لمريض أو لحيوان مصاب بمرض منقول بالهواء إلى الإصابة بالمرض. إذ توجد بعض العوامل التي تلعب دورًا في احتمالية إصابة المضيف وكيفية تأثير المرض على جسمه، مثل التغييرات الحاصلة في جهازه المناعي ومدى كمية الجزيئات التي تعرض لها في الهواء.
لا تُوصف المضادات الحيوية للمرضى المصابين بأخماج فيروسية. ولكن قد تُوصف مثلًا لمرضى الإنفلونزا بهدف منع الإصابة بالأخماج الجرثومية الثانوية أو السيطرة عليها في حال حدوثها. ويمكن أيضًا وصفها للأخماج الجرثومية الأولية المنقولة بالهواء مثل الطاعون الرئوي.
بالإضافة إلى ذلك، أخبرت مراكز السيطرة على الأمراض والوقاية منها (سي دي سي) المستهلكين عن حملات التلقيح والبروتوكولات المتبعة في الصحة والنظافة للوقاية من الأمراض المنقولة بالهواء. يمكن أيضًا للمستهلكين الحصول على تدابير وقائية أخرى مثل استخدام أجهزة تنقية الهواء بالأشعة فوق البنفسجية، والتي أثبتت منظمة إدارة الغذاء والدواء (إف دي إيه) ووكالة حماية البيئة (إي بّي إيه) الأمريكيتين فعاليتها في التحكم بمجموعة واسعة من الأمراض المُعدِية المنقولة بالهواء والقضاء عليها. يوصي العديد من المختصين بالصحة العامة بالبعد الاجتماعي، وذلك للحد من انتقال الأخماج عبر الهواء.